# Wilhelm Löbsack
Wilhelm Löbsack (* 12. Mai 1908 in Marburg an der Lahn; † 9. März 1959 in Düsseldorf) war ein deutscher Autor und NS-Propagandist, der auch Danziger Goebbels genannt wurde.

## Leben
Löbsack trat zum 1. August 1930 der NSDAP bei (Mitgliedsnummer 281.202) und wurde unter dem Danziger Gauleiter Albert Forster langjähriger Gauschulungsleiter im örtlichen Reichspropagandaamt. Im Rahmen dieser Tätigkeit unterrichtete er für die ideologische Ausrichtung der NS-Organisationen im Sinne des Nationalsozialismus deren zu Schulungen entsandte Funktionsträger. Er betätigte sich als Forster-Biograf, eine entsprechende Publikation im NS-Duktus erschien 1934. Seine hetzerischen antisemitischen Ausfälle brachten ihm den Spitznamen „Danziger Goebbels“ ein. So bezeichnete er 1936 in einer Ansprache vor der NSDAP-Ortsgruppe Petershagen beispielsweise die Juden als „Rasseschänder“ sowie „Betrüger“ und forderte „ein erkennbares Brandmal“ für Kunden jüdischer Kaufleute.
Nach Beginn des Zweiten Weltkrieges blieb Löbsack Gauschulungsleiter im neugeschaffenen Gau Danzig-Westpreußen. Zusätzlich wurde der Gauschulungs- bzw. Gauamtsleiter zum „Generalreferenten für Volkstumsfragen“ ernannt und betrieb mit Gauleiter Forster ab Mitte Dezember 1940 ein „Eindeutschungsprogramm“. In der NSDAP-Parteizeitung Der Danziger Vorposten vom 13. Mai 1944 findet sich ein von Löbsack verfasster Artikel mit dem Titel „Juda vor dem Fall“, in dem er kaum verklausuliert die mörderische NS-Judenpolitik propagiert: Kerngebiete „jüdischer Zusammenballung“ seien „neutralisiert“ worden, so wie es nun mit jüdischen Siedlungen in Ungarn geschehe. Somit, so resümiert er in diesem Artikel ganz unverhohlen, „sind allein in diesen Ländern fünf Millionen Juden ausgeschaltet“.
Nach Kriegsende wurde Löbsack laut Angaben der Zeitschrift Der Spiegel aufgrund der Abhaltung von „2000 NS-Reden“ 38 Monate in Nürnberg inhaftiert. Nach der Entlassung lebte er mit seiner Mutter in Hamburg-Curslack. Von 1949 bis 1951 verfasste er Geschichten für die Krimiheftromanserie Frank Kenney. Kriminalabenteuer von heute und morgen. Da die Serie ohne Autorennennung erschien, gab er bei der Korrespondenz mit Lesern das Pseudonym Rud Lerk an. Anfang der 1950er Jahre gehörte er dem Herrenclub in Hamburg an, der von dem ehemals hochrangigen NS-Funktionär Gustav Adolf Scheel initiiert wurde und in enger Verbindung zum Naumann-Kreis stand.
Die Figur Löbsacks fand Eingang in die Romane Die Blechtrommel und Hundejahre der Danziger Trilogie von Günter Grass.

## Schriften (Auswahl)
- Albert Forster, Gauleiter von Danzig. Hanseatische Verlagsanstalt, Hamburg 1934.
- Von den Pflichten und Aufgaben des politischen Führers. Hanseatische Verlagsanstalt, Hamburg 1935.
- Das nationalsozialistische Gewissen in Danzig. Aus sechs Jahren Kampf für Hitler. Nach Reden u. Niederschriften d. Gauleiters von Danzig Albert Forster. Kafemann, Danzig 1936 (Herausgeber und Bearbeiter).
- Albert Forster, Gauleiter u. Reichsstatthalter im Reichsgau Danzig-Westpreußen. Danziger Verlagsgesellschaft, Danzig 1940.
- Das deutsche Reval. Dokumente. Hirzel, Leipzig 1942 (Herausgeberschaft zusammen mit Detlef Krannhals).
- Die Volkstumsfrage im Reichsgau Danzig-Westpreußen. Grundsätzliche Darstellungen, NSDAP-Gauleitung Danzig-Westpreußen. Danzig 1943 (zusammen mit Albert Forster).